# اسی اسوالدا
اسی اسوالدا (انگلیسی: Ossi Oswalda؛ ۲ فوریهٔ ۱۸۹۹ – ۱ ژانویهٔ ۱۹۴۸) یک هنرپیشه اهل آلمان بود. وی از سال‌ ۱۹۱۶ تا سال ۱۹۳۳ میلادی فعالیت می‌کرد.
از فیلم‌ها یا برنامه‌های تلویزیونی که وی در آنها نقش داشته‌است می‌توان به عروسک اشاره کرد.